# Антарктическа конвергенция
Антарктическата конвергенция е линията обкръжаваща Антарктика, където студените антарктически води от юг потъват под сравнително по-топлите северни води. Преминава приблизително на 55° южна ширина, като в отделни участъци стига до 48° и 61° южна ширина. Конвергенцията се отличава с постоянство, като рядко се измества повече от 50 km от обичайното си местоположение. Широка е около 40 – 55 km, в рамките на които температурата на водата рязко се променя с 2,8 – 5,5 °C. Характерни за района на Конвергенцията са честите мъгли и особено богатата морска флора и фауна, дължащи се на повишената концентрация на хранителни вещества.
Островите Южна Джорджия, Южни Сандвичеви острови, Буве, Хърд и Макдоналд, Южни Оркнейски острови, Южни Шетландски острови, Балени, Скот и Петър I са разположени южно от Антарктическата конвергенция, островите Кергелен са приблизително в района на Конвергенцията, а Фолкландските острови и островите Диего Рамирес, Гоф, Принц Едуърд, Крозе, Макуори и Кембъл са на север от нея.
Антарктическата конвергенция е описана за пръв път от известния английски учен Едмънд Хали (Халей) при плаването му с кораба „Парамор“ („Парамур“) в Южния Атлантик през 1700.

## Карта
- Карта на Антарктическата конвергенция